# Holly Knight
Pour les articles homonymes, voir Knight.
Holly Knight est une auteur-compositrice, chanteuse et musicienne américaine de pop rock.
Knight a écrit des succès pour certains des artistes les plus célèbres de la musique, que ce soit en solo ou en collaboration avec d'autres. Pour Pat Benatar, en plus de Love Is a Battlefield, elle a également écrit  Invincible. Elle est également co-autrice de la chanson The Best, d'abord enregistrée par Bonnie Tyler, qui est devenue un des plus grands succès de Tina Turner.

## Biographie
Knight est née à New York et commença à étudier le piano dès l'âge de 4 ans et fit ses débuts avec le groupe The Spider aux claviers au début des années 1980. Knight continua d'écrire  après la séparation du groupe mais pour divers artistes notamment en contribuant au titre Never du groupe Heart, qui se classa à la 4e place au Billboard Hot 100 le 7 décembre 1985,. Knight se joignit aux côtés de Paul Engemann et de Gene Black pour former le groupe Device (en) en 1986. Elle publia son premier album solo en 1989 via Columbia Records.

## Discographie

### En tant qu'auteur-compositrice
Légende: (année / album / artiste / titre )
- 1981 - Little Darlin'  (Sheila) : Little Darlin'
- 1982 - Ignition (John Waite) : Change
- 1983 - Cool Kids (Kix) : Burning Love
- 1983 - Live from Earth (Pat Benatar) : Love Is a Battlefield
- 1983 - Sla Je Arm Om Me Heen' (Bonnie St. Claire) : Sla Je Arm Om Me Heen (Wrap Your Arms Around Me)
- 1983 - Wrap Your Arms Around Me  (Agnetha Fältskog) : Wrap Your Arms Around Me (single)
- 1984 - Private Dancer (Tina Turner) : Better Be Good to Me
- 1985 - What a Life! (Divinyls) : Pleasure & Pain
- 1985 - Heart (Heart) : Never & All Eyes
- 1986 - Every Beat of My Heart (Rod Stewart) : Love Touch
- 1988 - Hide Your Heart (Bonnie Tyler) : Hide Your Heart
- 1988 - New Jersey (Bon Jovi) : Stick to Your Guns
- 1988 - Permanent Vacation (Aerosmith) : Rag Doll
- 1990 - Stiletto (Lita Ford) : Stiletto
- 1998 - Psycho Circus (Kiss) : Raise Your Glasses
- 2006 - Live to Win (Paul Stanley) : It's Not Me

### Avec le groupe Spider
- 1980 - Spider
- 1981 - Between the Lines

### En solo
- 1989 - Holly Knight